# The last days of summer
The Last Days of Summer è un EP di Roberto Tardito, pubblicato nel 2012.

## Tracce
Composizione originale di Tracy Hurst.
Arrangiamento ed orchestrazione di Roberto Tardito.
1. The Last Days of Summer – 3:56
2. Pennsylvania – 1:54
3. The Last Days of Summer (for Piano Solo) – 4:03
4. Homecoming – 2:53
5. The Last One – 1:11

## Formazione
- Lisa Maria Gomez – corno francese
- Vanja Grastić – chitarre elettriche
- Scott Gravin – percussioni
- Peter Sitka – contrabbasso
- Roberto Tardito – pianoforte Bechstein D280, chitarre elettriche
- Thomas Williams – violoncello